# Ніжки на мільйон доларів (фільм, 1939)
Ніжки на мільйон доларів (англ. Million Dollar Legs) — американська кінокомедія режисера Ніка Грінда 1939 року.

## У ролях
- Бетті Грейбл — Керол Паркер
- Джон Хартлі — Грег Мелтон-молодший
- Дональд О'Коннор — Стікі Бун
- Джекі Куган — Расс Сімпсон
- Бастер Краббе — тренер Джордан
- Тьюрстон Холл — Грегорі Мелтон-старший
- Лінд Хейес — Фредді Фрай
- Дороті Кент — Сьюзі Куїнн
- Річард Деннінг — Ганк Джордан
- Філ Воррен — Бак Хоган
- Едвард Арнольд-молодший — Блімп Джаретт
- Рой Гордон — Дін Віксбі
- Метті Кемп — Ед Ріггс
- Вільям Трейсі — Розумник Джексон
- Джойс Метьюз — Банні Максвелл
- Расс Кларк — суддя